# Monanus cairnsensis
Monanus cairnsensis là một loài bọ cánh cứng trong họ Silvanidae. Loài này được Blackburn miêu tả khoa học năm 1908.